# Graineterie Roux de Carpentràs
La graineterie Roux de Carpentràs, fundada el 1907 en el número 34 del carrer de Bel Air a Carpentràs (Valclusa, França), és un exemple excepcional de la indústria del comerç de llavors, que compta avui que cinc institucions d'aquest tipus a França, dues de les quals estan classificades com a monuments històrics (un a Carignan i l'altra, una granja monàstica del segle xiv, a Blois). Des del 9 de setembre de 2005, l'edifici està catalogat com a Monument històric. Aquesta graineterie (botiga de llavors) està en funcionament des del 1919.